# تجرق (میانه)
تجرق یکی از روستاهای استان آذربایجان شرقی است که در دهستان گرمه شمالی بخش کندوان شهرستان میانه واقع شده‌است.
تجرق از شمال به روستای حاجی‌یوسف‌لو علیا و از جنوب به روستای یال‌قشلاقی راه دارد.